# 上町 (久喜市)
上町（かみまち）は、埼玉県久喜市の地名。現行行政町名は上町のみ。丁番のない単独町名である。住居表示実施地区。郵便番号は346-0006。

## 地理
埼玉県の利根地域で、久喜市の中央部に位置するほぼ正方形の形をした区域。東側を本町、南側から西側にかけて上早見、北側を久喜本と隣接する。地区の北端を本一用水やその分水が暗渠（一部開渠）で流れる。久喜駅から徒歩圏内にあり、全域が宅地化され、戸建ての住宅が立ち並ぶ。東端を通るさいたま栗橋線の沿道にはロードサイド店舗も見られる。

## 歴史
- 1971年（昭和46年）10月1日 - 久喜町が市制施行して久喜市となる。
- 1973年（昭和48年）2月1日 - 住居表示の実施に伴ない、大字久喜本、上早見の各一部から上町が成立[3][4]。

## 交通

### 鉄道
地内に鉄道は敷設されていない。最寄り駅はJR東日本宇都宮線（東北本線）「久喜駅」である。

### 道路
- 埼玉県道3号さいたま栗橋線
- 埼玉県道146号六万部久喜停車場線
- 埼玉県道151号久喜騎西線
- 六間通り - 六万部久喜停車場線の旧道[4]

## 地域
地内は戸建ての住宅や主要な通り沿いに商業施設や民間施設があるのみであり、目だった施設はない。
- 上町公園